# Grégory Basso
 (octobre 2011).
Si vous disposez d'ouvrages ou d'articles de référence ou si vous connaissez des sites web de qualité traitant du thème abordé ici, merci de compléter l'article en donnant les références utiles à sa vérifiabilité et en les liant à la section « Notes et références ».
Pour les articles homonymes, voir Basso.
Grégory Basso, né le 20 avril 1974 à Manosque, est le présentateur éponyme de l'émission de télé réalité Greg le millionnaire. Après de petits rôles et enregistrements, il tient une discothèque dans le sud de la France.

## Biographie
Grégory Basso tourne dans le film érotique Shooting de la série de charme Désirs diffusé en 2002.
Il se fait connaître sur TF1 dans l'émission de télé-réalité Greg le millionnaire diffusée au cours de l'été 2003 en interprétant le rôle d'un faux millionnaire courtisé par plusieurs prétendantes.
Grégory Basso publie un livre, Ma véritable histoire, dans lequel il dévoile ses secrets. Pour présenter son livre au public, il participe notamment à une interview dans l'émission Tout le monde en parle. Il confirme avoir été condamné à plus de 4 ans de prison pour trafic de drogue en bande organisée, et avoir été consommateur de stupéfiants.
Après avoir atteint la notoriété grâce à son activité télévisuelle, Grégory Basso choisit de s'orienter vers une carrière de comédien. Il se retrouve ainsi à l'affiche de On tire bien sur les lapins (édité en DVD chez TF1 Video), pièce de théâtre mise en scène par Gérard Pinter, en 2004.
À l'été 2008, il tente une incursion dans le monde de la musique, avec la chanson Baila lo, diffusée sur internet, et sur radio latina.
Le 29 janvier 2010, il entre dans La Ferme Célébrités 3, en Afrique sur TF1 et va jusqu'à la finale, où il termine troisième. Il accuse la production d'Endemol France d'avoir favorisé la victoire de Mickaël Vendetta.
En 2011, son single Sex Appeal est signé chez Sanchez Family Records à New York[réf. souhaitée], et est joué par les radios de la côte est des États-Unis. Le classement en club atteint la 7e place dès juin 2011[réf. souhaitée].
Un troisième single sort dès juillet 2011 en Afrique du Sud, Round and Round we go, en featuring avec des rappeurs sud-africains du groupe Koldproduk. Le titre est bien classé dans les charts radios sud-africains dès la 2e semaine[réf. souhaitée], il atteint la 20e place du top 40.
En novembre 2012, il est également à l'affiche d'un des épisodes de la série télévisée franco-américaine  Métal Hurlant Chronicles. Jouant le premier rôle dans l'épisode Pledge of Anya, il partage l'affiche avec Rutger Hauer.
En 2013, en tant que propriétaire associé, il s’installe à Ibiza, où il ouvre un restaurant/bar de nuit 'Le Jag Beach Club' sur la plage Playa d'en bossa. 
En 2021 il vit avec ses deux enfants, son épouse Ornella Verrecchia (Miss Île-de-France 2002, puis première dauphine de Miss France 2003) et le fils de cette dernière à La Réunion où habite une partie de sa belle-famille.

## Émissions de télévision

### Télé-réalité
- 2003 : Greg le millionnaire sur  TF1 : personnage central
- 2010 : La Ferme Célébrités en Afrique sur TF1 : candidat
- 2011 : La Maison du bluff (saison 2) sur NRJ12
- 2021 : Les Vacances des Anges 4 sur NRJ12
- 2023 : Les Cinquante 2 sur W9
- 2024 : Les Apprentis Aventuriers 7 sur W9.

### Autre
- 2004 : Fear Factor sur TF1 : candidat
- 2004 : Zone rouge, jeu sur TF1 : candidat
- 2005 : Celebrity Dancing sur TF1
- 2006 : Attention à la marche ! sur TF1
- 2007 : Le Grand Concours de la télé-réalité sur TF1
- 2024 : Un dîner presque parfait (Semaine spéciale "Aventuriers") sur W9.

## Filmographie
- 2002 : Charme Désirs, série télévisée érotique (épisode Shooting).
- 2004 : On tire bien sur les lapins, de Gérard Pinter (DVD TF1 Video).
- 2005 : Vénus et Apollon, (épisode ?)
- 2006 : Sous le soleil (saison 12) : Pat
- 2012 : Métal Hurlant Chronicles (épisode Pledge of Anya) : rôle central.

## Musique
Singles
- 2008 : Baila lo
- 2010 : Sex Appeal
- 2011 : Round and Round We Go (Greg Basso feat. Koldproduk)

## Publication
- 2004 : Ma Véritable Histoire (autobiographie) (2004)